# Asterocyphella
Asterocyphella là một chi của nấm thuộc Cyphellaceae. Chi lớn này gồm 3 loài.